# Campeonato Brasileiro de Futebol Americano de 2013
O Campeonato Brasileiro de Futebol Americano de 2013 é um torneio esportivo de futebol americano que ocorrido no Brasil durante o ano de 2013. Ele contou com 33 equipes, de 23 cidades e 17 estados. É organizado pela Confederação Brasileira de Futebol Americano (CBFA).
As equipes são divididas em 4 conferências: Norte, Nordeste, Central e Sul. A Conferência Nordeste, por possuir maior número de times, é subdividida em duas divisões: Norte e Sul. A primeira fase, ou temporada regular, possui jogos entre equipes da mesma conferência. Após o fim desta fase, iniciam os playoffs, que possuem 5 fases, com a última fase sendo a final.

## Equipes participantes
Este torneio contou com a participação de 33 equipes, divididas em 4 conferências (Norte, Nordeste, Central e Sul). A conferência Nordeste teve duas divisões (Norte e Sul).
| Conferência Norte                        | Conferência Nordeste | Conferência Nordeste | Conferência Central | Conferência Sul |
| ---------------------------------------- | --- | --- | --- | --- |
| - Manaus Cavaliers (AM) - Titans FA (PA) | Divisão Norte - Ceará Cangaceiros (CE) - Dragões do Mar de Fortaleza (CE) - João Pessoa Espectros (PB) - Ceará Fênix (CE) - Mossoró Petroleiros (RN) - Treze Roosters (PB) - Natal Scorpions (RN) | Divisão Sul - Sergipe Bravos (SE) - América Bulls (RN) - Confiança Imortais (SE) - Salvador Kings (BA) - Maceió Marechais (AL) - Recife Mariners (PE) - Recife Pirates (PE) | - Cuiabá Arsenal (MT) - Rio Branco Cabritos (ES) - Sinop Coyotes (MT) - Brasil Devilz (SP) - Jacarés do Pantanal (MS) - Reptiles (RJ) - Spartans Football (SP) - São Paulo Storm (SP) - Vipers Army (SP) - Rio Preto Weilers (SP) | - Bárbaros do Vale (SC) - Curitiba Brown Spiders (PR) - Coritiba Crocodiles (PR) - Curitiba Hurricanes (PR) - São José Istepôs (SC) - Curitiba Predadores (PR) - Santa Maria Soldiers (RS) |

## Sistema de disputa
Ocorrem jogos entre as conferências, sendo que as equipes da Conferência Norte farão 2 jogos cada e as equipes das demais conferências farão 6 jogos cada, de acordo com tabela aprovada por todas as equipes.
Para os playoffs, classificam-se, por conferência:
- 1 equipe da Norte (NORTE 1);
- 5 equipes da Nordeste (NORDESTE 1 a 5);
- 3 equipes da Central (CENTRAL 1 a 3);
- 3 equipes da Sul (SUL 1 a 3);

### Classificação 1ª Fase
| 1 | Manaus Cavaliers | 2 | 2 | 0 | 91 | 15 | 76  |  |
| 2 | Titans FA        | 2 | 0 | 2 | 15 | 91 | -76 |  |

| 1 | João Pessoa Espectros | 6 | 6 | 0 | 408 | 8   | 400  |  |
| 2 | Dragões do Mar        | 6 | 5 | 1 | 219 | 71  | 148  |  |
| 3 | Ceará Cangaceiros     | 6 | 4 | 2 | 169 | 97  | 72   |  |
| 4 | Ceará Fênix           | 6 | 3 | 3 | 129 | 158 | -29  |  |
| 5 | Natal Scorpions       | 6 | 2 | 4 | 58  | 259 | -201 |  |
| 6 | Treze Roosters        | 6 | 1 | 5 | 26  | 263 | -237 |  |
| 7 | Mossoró Petroleiros   | 6 | 1 | 5 | 41  | 194 | -153 |  |

| 1 | América Bulls      | 6 | 6 | 0 | 403 | 24  | 379  |  |
| 2 | Recife Mariners    | 6 | 5 | 1 | 132 | 45  | 87   |  |
| 3 | Recife Pirates     | 6 | 4 | 2 | 137 | 71  | 66   |  |
| 4 | Sergipe Bravos     | 6 | 3 | 3 | 62  | 113 | -51  |  |
| 5 | Maceió Marechais   | 5 | 1 | 4 | 58  | 108 | -50  |  |
| 6 | Salvador Kings     | 5 | 1 | 4 | 18  | 106 | -88  |  |
| 7 | Confiança Imortais | 6 | 0 | 6 | 11  | 210 | -199 |  |

| 1  | São Paulo Storm     | 6 | 6 | 0 | 371 | 28  | 343  |  |
| 2  | Cuiabá Arsenal      | 6 | 6 | 0 | 344 | 6   | 338  |  |
| 3  | Reptiles            | 6 | 4 | 2 | 196 | 138 | 58   |  |
| 4  | Rio Preto Weilers   | 6 | 4 | 2 | 104 | 106 | -2   |  |
| 5  | Spartans Football   | 6 | 4 | 2 | 203 | 102 | 101  |  |
| 6  | Brasil Devilz       | 6 | 2 | 4 | 53  | 202 | -149 |  |
| 7  | Vipers Army         | 5 | 1 | 4 | 56  | 162 | -106 |  |
| 8  | Sinop Coyotes       | 5 | 1 | 4 | 41  | 168 | -127 |  |
| 9  | Jacarés do Pantanal | 6 | 1 | 5 | 25  | 205 | -180 |  |
| 10 | Rio Branco Cabritos | 6 | 0 | 6 | 12  | 287 | -275 |  |

| 1 | Coritiba Crocodiles    | 6 | 6 | 0 | 272 | 27  | 245  |  |
| 2 | São José Istepôs       | 6 | 5 | 1 | 235 | 74  | 161  |  |
| 3 | Curitiba Predadores    | 6 | 4 | 2 | 127 | 71  | 56   |  |
| 4 | Curitiba Brown Spiders | 6 | 3 | 3 | 121 | 137 | -16  |  |
| 5 | Santa Maria Soldiers   | 6 | 2 | 4 | 53  | 178 | -125 |  |
| 6 | Curitiba Hurricanes    | 6 | 1 | 5 | 68  | 162 | -94  |  |
| 7 | Bárbaros do Vale       | 0 | 0 | 6 | 24  | 248 | -224 |  |

### Playoffs
Os playoffs ocorrem em 5 etapas, de acordo com tabela aprovada por todas as equipes, constando no artigo 46 do regulamento.
1. Wildcards da Conferência Nordeste, com os seguintes confrontos:  NORDESTE 3 x NORTE 1 e NORDESTE 4 x NORDESTE 5.
2. Finais de Divisão da Conferência Nordeste, com os seguintes confrontos: NORDESTE 1 x equipe de maior número entre os Wildcards e NORDESTE 2 x equipe de menor número entre os Wildcards.
3. Quartas de Finais Nacionais, com os seguintes confrontos: SUL 1 x SUL 3, CENTRAL 1 x CENTRAL 3, SUL 2 x CENTRAL 2 e Vencedores das Finais de Divisão da Nordeste.
4. Semifinais Nacionais, com os confrontos entre os vencedores das Quartas de Finais Nacionais.
5. Final Nacional, com o confronto entre os vencedores das Semifinais Nacionais.

| Wildcard NE         | Wildcard NE |                |                     | Finais de Divisão NE  | Finais de Divisão NE |    |                 | Quartas             | Quartas |                       |                       | Semifinais | Semifinais |  |  | Brasil Bowl | Brasil Bowl |
|                     |             |                |                     |                       |                      |    |                 |                     |         |                       |                       |            |            |  |  |             |             |
|                     |             |                |                     |                       |                      |    |                 | Coritiba Crocodiles | 32      |                       |                       |            |            |  |  |             |             |
| Curitiba Predadores | 6           |                | Coritiba Crocodiles | 13                    |                      |    |                 |                     |         |                       |                       |            |            |  |  |             |             |
| São José Istepôs    | 16          |                | São José Istepôs    | 9                     |                      |    |                 |                     |         |                       |                       |            |            |  |  |             |             |
| Cuiabá Arsenal      | 13          |                |                     |                       | Coritiba Crocodiles  | 23 |                 |                     |         |                       |                       |            |            |  |  |             |             |
| Recife Mariners     | 12          |                |                     | João Pessoa Espectros | 29                   |    |                 | São Paulo Storm     | 49      |                       | João Pessoa Espectros | 14         |            |  |  |             |             |
| Ceará Cangaceiros   | 18          |                |                     | Ceará Cangaceiros     | 14                   |    | Reptiles FA     | 24                  |         | João Pessoa Espectros | 33                    |            |            |  |  |             |             |
| Dragões do Mar      | 49          | Dragões do Mar | 16                  | João Pessoa Espectros | 28                   |    | São Paulo Storm | 30                  |         |                       |                       |            |            |  |  |             |             |
| Manaus Cavaliers    | 0           |                |                     | América Bulls         | 28                   |    |                 | América Bulls       | 12      |                       |                       |            |            |  |  |             |             |

## Jogos

### Semifinais
| 23 de novembro | Coritiba Crocodiles | 13 - 09 | São José Istepôs | Estádio do Imperial |
| 14:30          |                     |         |                  |                     |

| 24 de novembro | João Pessoa Espectros | 33 - 30 | São Paulo Storm |  |
|                |                       |         |                 |  |

### Brasil Bowl IV
A final, ou Brasil Bowl, ocorreria no sábado, dia 07 de dezembro, em João Pessoa/PB, entre o João Pessoa Espectros e Coritiba Crocodiles, porém foi adiada devido à problemas na definição do local. Após negociações, o jogo ocorreu no dia 14 de dezembro, no estádio Teixeirão, em Santa Rita, município da Região Metropolitana de João Pessoa. O jogo foi na Paraíba pois os Espectros fizeram melhor campanha durante o campeonato.
| 14 de dezembro | Coritiba Crocodiles | 23 - 14 | João Pessoa Espectros | Estádio Teixeirão |
|                |                     |         |                       |                   |

## Premiação
| Brasil Bowl 2013                        |
| Paraná                                  |
| --------------------------------------- |
| Coritiba Crocodiles Campeão (1º título) |